# Kimi Djabaté
Kimi Djabaté (Tabato, Guinea Bissau, 20 de gener de 1975) és un músic d'afrobeat/blues de Guinea Bissau. Resident a Lisboa (Portugal), continua sent un dels enllaços contemporanis en una cadena de música d'Àfrica Occidental que s'estén al llarg del temps durant centenars d'anys.

## Primers anys
Djabaté va néixer en una família pobra, però musicalment il·lustrada en una àrea reconeguda com a centre de música, dansa i altres arts creatives. El seu interès per la música va començar als tres anys quan va començar a tocar el balafon, el xilòfon africà, aprenent ràpidament altres instruments tradicionals. En els seus anys pre-adolescents va sortir de casa al veí poble de Sonako per estudiar el kora. Això el va ajudar en el futur desenvolupant posteriorment la seva habilitat de tocar la guitarra. El seu talent com a músic es va convertir molt més que una afició infantil per a Djabaté, ja que se li exigia que actués en cerimònies locals per ajudar a contribuir als ingressos familiars. Això es va convertir en una font de conflicte per Djabaté i la seva família. Els seus pares i els seus oncles el van obligar a actuar contra la seva voluntat, ja que li va treure la major part del temps lliure que tenien altres joves de la seva edat.
Els pares de Djabaté, així com el seu oncle, pressionant-lo per tocar, van proporcionar al jove fenomen una excel·lent formació en la música tradicional mandinka. No obstant això, Djabaté també s'interessava pels gèneres populars africans, com el gumbé local de música de ball, l'Afrobeat nigerià, la morna del Cap Verd, per no parlar del jazz i el blues occidentals, tots els quals han influït en la seva música.

## Carrera musical
Després de recórrer Europa amb el grup nacional de música i dansa de Guinea Bissau, Djabaté es va establir a Lisboa, Portugal. Ha viscut a Europa des d'aleshores, tot i així, es dedica a la música amb la que va créixer a Guinea Bissau. A Europea Djabaté ha col·laborat amb diversos artistes, com Mory Kanté i Waldemar Bastos. En 2005 Djabaté va treure el seu primer àlbum en solitari, Teriké, que va llançar de forma independent. El segon àlbum en solitari de Djabaté, Karam, fou llançat el 28 de juliol de 2009 sota el segell Cumbancha. Aquest disc amb quinze cançons tracta temes de realitats socials i polítiques; el sofriment dels africans; la lluita contra la pobresa; llibertat; drets de les dones; i amor.

## Discografia[6]
- Teriké (2005)
- Karam (2009)
- Kanamalu (2016)